# Zeitgeist EP
De Zeitgeist EP is een ep of, zoals ze het zelf noemen, een cupdisc van Tangerine Dream. Het schijfje was ter promotie van en te koop op de concerten die Tangerine Dream verzorgde in hun Zeitgeist-tournee, die onder meer Zoetermeer aandeed. Opnamen van die reeks zijn te vinden op Zeitgeist concert (concert in Londen op cd) en Zeitgeist Live in Lisbon (concert in Lissabon op dvd).

## Musici
- Edgar Froese – toetsinstrumenten, gitaar
- Linda Spa – piano, saxofoons, dwarsfluit en toetsinstrumenten
- Iris Camaa – slagwerk en percussie
- Thorsten Quaeschning – piano, toetsinstrumenten
- Bernard Biebl – gitaar, elektrische viool

## Muziek
| Nr. | Titel                                              | Duur |
| --- | -------------------------------------------------- | ---- |
| 1.  | Rubycon 2010 (vernieuwde versie van werk uit 1975) | 6:32 |
| 2.  | Zulu (nieuw werk)                                  | 8:29 |
| 3.  | Order of the ginger guild (vernieuwde versie)      | 4:00 |
| 4.  | Norwegian Wood (cover van The Beatles-lied)        | 5:32 |

CD1: Das romantische Opfer ·
CD2: Fallen Angels ·
CD3: Choice ·
CD4: Flame ·
CD5: A Cage in Search of a Bird ·
CD6: Zeitgeist EP ·
CD7: The Gate of Saturn ·
CD8: Mona da Vinci ·
CD9: Machu Picchu ·
CD10: Josephine the mouse singer ·
CD11: Mala Kunia ·
CD12: Quantum key